# 桌上遊戲

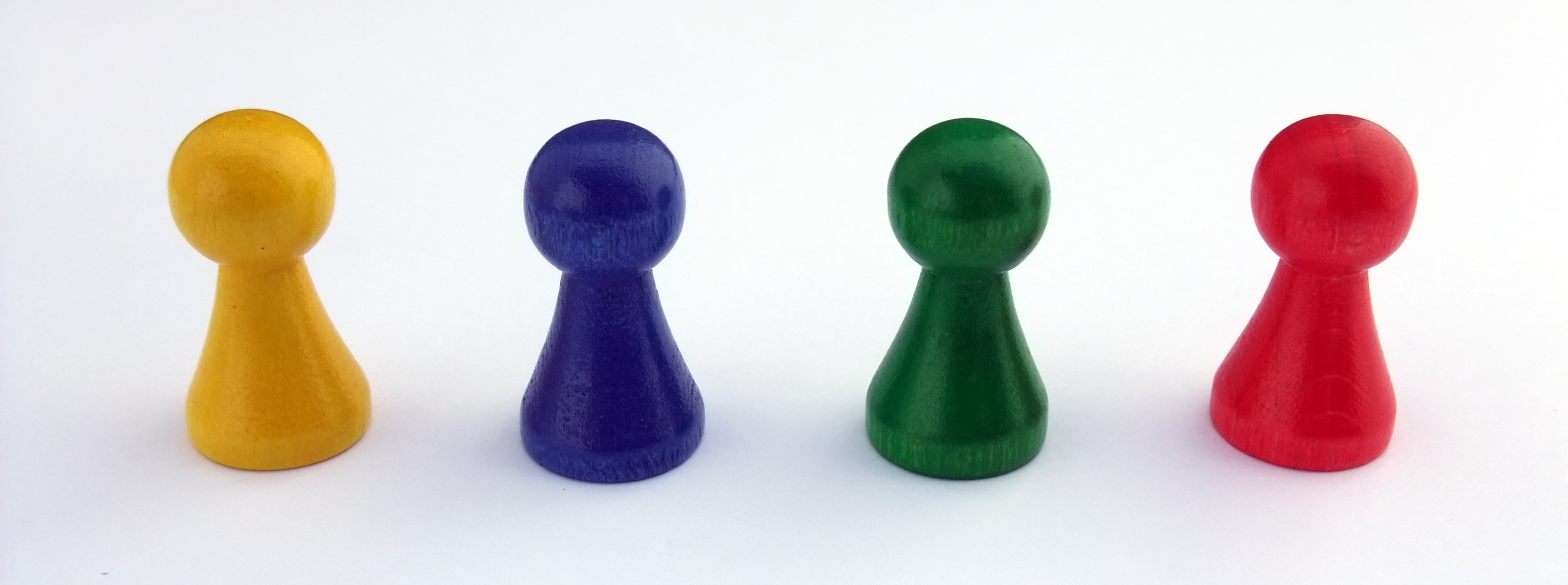
著名棋盤遊戲的配件：「跳棋」。

桌上遊戲，簡稱為桌遊，又稱為不插電遊戲，是針對如卡片遊戲（又包含集換式卡片遊戲）、圖板遊戲（Board Game）、骰牌遊戲（Tile-based games），以及其他在桌邊或任何由數名玩家面對面於同一空間玩的遊戲的泛稱 ，多數會使用圖板、紙卡、骰子、微縮模型（含棋子、公仔）、籌碼、沙漏、繪圖紙筆或其他特殊情境道具。

## 定義
「桌上遊戲」這個用詞最主要便是用來區別必須插電並且使用電子儀器產品才能遊玩使用的電腦遊戲、電視遊樂器等、以及完全不需任何道具或類型差異甚大的運動競技如體操、舞蹈、武術、電競、甚至是漫才，以及其他可能被人類或動物視做“遊戲”的娛樂活動（這個辭彙語源同時擁有「娛樂目的」與「區分勝負的競賽目的」兩種語意）。
廣義來說，象棋、撲克、麻將等亦是桌上遊戲，只是這幾款遊戲較被一般民眾知曉，也較容易從「桌遊」中被獨立出來直接稱呼這些知名遊戲。桌遊亦可能涵蓋不依赖電子設備和數位產品的，通常不需要大幅度肢體動作，且需要少量配件的遊戲，常見於聯誼迎新活動或職場訓練團隊默契的團康活動，例如杀手游戏、大地遊戲。惟因現今手機普及於各國，早期結合場地音響設備與蒙眼道具希望帶給玩家計時跟聲光效果，部分功能逐漸被網路頁面或手機應用程式取代，甚至還有VR效果的試玩作品出現，例如即時制或回合制的遊戲：BoardGameArena平台的歷史巨輪、steam平台的阿瓦隆、狼人殺。

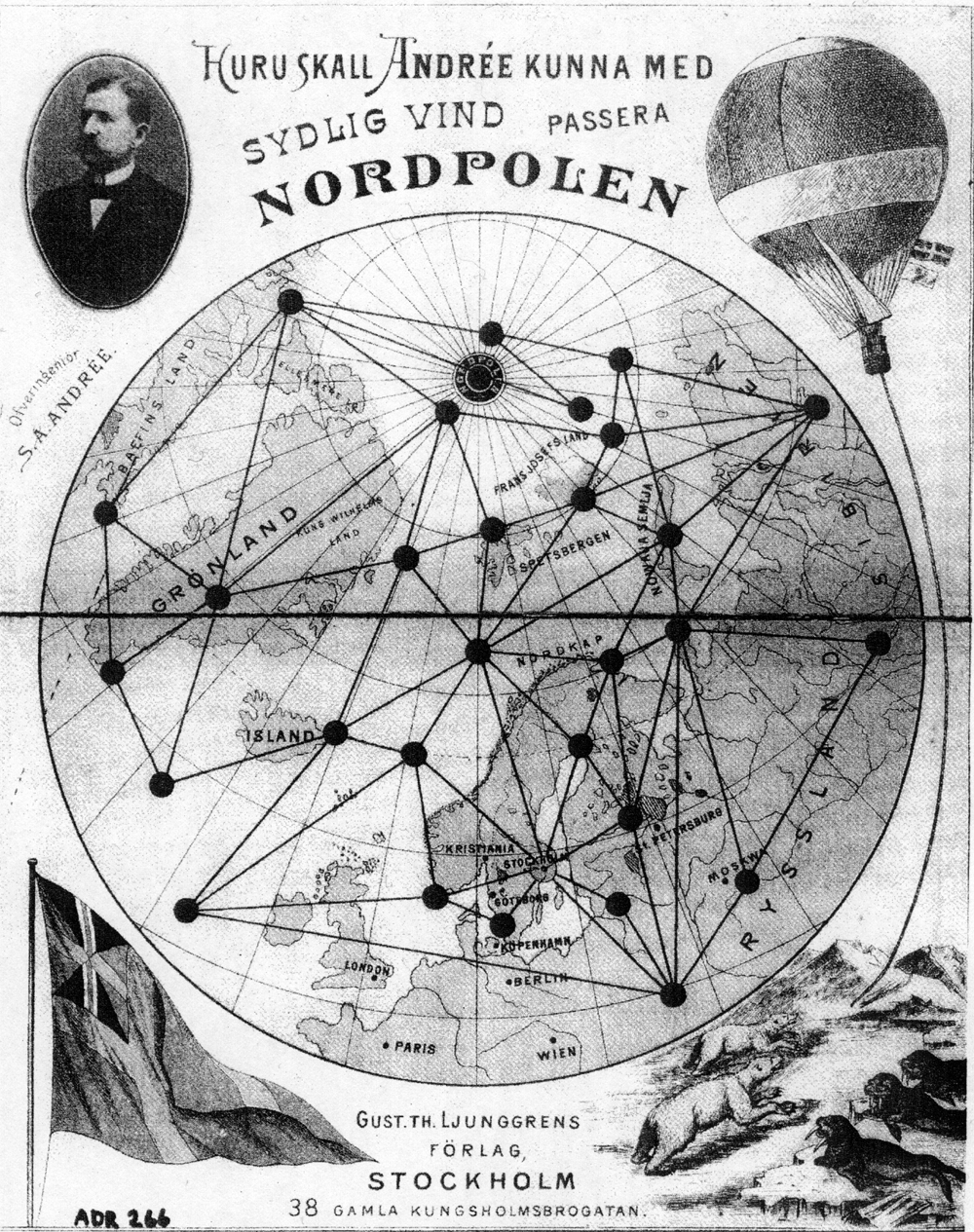
以1897年A. Andrée 的北极气球探险为背景的桌遊

國際上大部分愛好者皆已誤將圖板遊戲（Board Game）直接稱做為桌上遊戲而易造成了混淆，但事實上圖板遊戲就只是桌遊在嚴格分類時其中一種類型。就跟益智遊戲、角色扮演遊戲，或甚至是密室逃脫、街頭遊戲、街機遊戲一樣都只是有所交集但又不完全包含的分類系統而已。另外，桌上遊戲這個用詞也可以用來做桌上角色扮演遊戲，及後來因家用電腦及網際網路普及而流行的電子角色扮演遊戲的重要區分。
相較其他遊戲類型，桌上遊戲較注重多種思維方式、語言表達和情商的能力及鍛鍊，又由於1980~2000年代流行的遊戲多為出版品，甚至還有國際書碼ISBN編號，廣泛受到老師或家長為提升學生興趣以及與朋友互動選用當作教材。現今的桌上遊戲依內容配件與該作品目標年齡有部分歸屬傳統玩具範疇（如於中華民國境內經濟部標準檢驗局為其主管機關），另一部份則仍屬於文創出版品，除了原始作者外，還有桌遊編輯產業因各國桌遊研製與代理興盛，店面普及而興起。

## 類別

### 依照道具分类
桌上遊戲可以依照使用的道具，大致分為下列幾類：
- 圖板遊戲，包含棋類。
- 卡片遊戲
- 骰子遊戲
- 紙筆遊戲（Paper and pencil game）

像是西洋棋與西洋跳棋之類的棋類，被歸類為圖板遊戲。有些遊戲使用用具的分類方式會出現歧義，或者說可以同時被分為好幾類，例如世界知名的大富翁（monopoly）就同時使用了棋盤、骰子及卡片；戰棋配件繁多，也不一定需要版圖而可能直接在以紙或布或其他材質所做成的圖板替代品上遊玩。
一般而言，圖板遊戲在區域遊戲表現上最佳；卡片遊戲則以簡短取勝；骰子遊戲的隨機性是趣味所在；紙筆在推理遊戲最常使用。

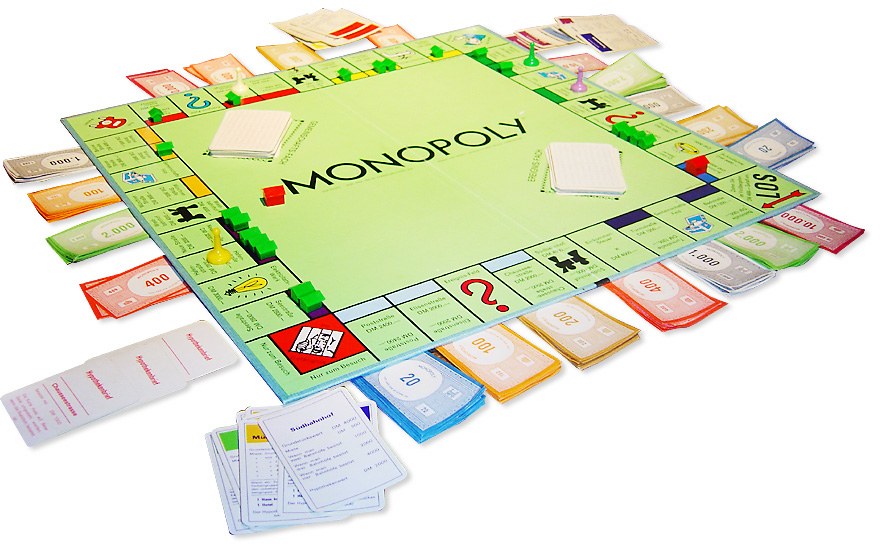
著名桌上遊戲-地產大亨 (德語基本版)，就是一種圖板遊戲。

### 依照內容分类
桌遊主題可以涵蓋甚廣，通常可因內容及遊戲性質而有：
- 策略遊戲
- 益智遊戲
- 推理遊戲
- 角色扮演遊戲
- 幼教遊戲
- 小品遊戲
- 合作遊戲
- 陣營遊戲

等等的區分。

### 依照機會元素分類
另一方面，根據遊戲是否有機會元素將桌上遊戲分類，是一個更有系統的分類方法。
基本的機會元素可以分為兩類：結果不確定性（由於無法預測擲骰子等操作的結果、被亂數化後分發的卡片）及狀態不確定性（無法得知敵方角色的位置或者手上持有的卡片、或者必需同時指定遊戲中角色的移動）。
具有結果不確定性的遊戲可被稱為隨機的遊戲（Stochastic games），反之則稱為確定性的遊戲（Deterministic games）。具有狀態不確定性的遊戲稱為部份資訊遊戲（Partial/imperfect information games），反之則稱為完全資訊遊戲（Full/perfect information games）。
下表是一些著名桌上遊戲的分類範例：
|          | 完全資訊 | 部分資訊                                                                 |
| -------- | --- | ------------------------------------------------------------------------ |
| 確定性的 | 西洋棋、西洋跳棋、圍棋、黑白棋、五子棋、六貫棋、寶石棋、象棋、圈地棋、哲學家的足球、角力棋、集結棋、Domineering、將棋、直棋 | 陸軍棋、橋牌、海戰、珠璣妙算                                             |
| 隨機的   | 雙陸棋、地產大亨、大富翁、廿一點、花旗骰、輪盤、Yahtzee、Pig、Scribbage、Parcheesi                                          | 撲克、Gin rummy、Scrabble、Canasta、戰國風雲、麻將、砰、拉密牌、杀手游戏 |

### 其他分类
因遊戲所需道具或場地大小，或盒／套裝內容價位而分成大／中／小型、小品遊戲。
因遊戲難易程度粗分成艱深（hardcore）／適中（middle）／適合全家大小、平易近人。
因玩家人數5人以上，最佳人數落在6~8人甚至10人以上的派對類型遊戲。

## 組織
桌遊吧藉出租桌遊或場地盈利。此外，亦有各地愛好者組成協會：

### 台灣
- 中華民國圖板遊戲推廣協會 （页面存档备份，存于）
- 中華民國遊戲教育協會 （页面存档备份，存于）

### 香港
- 香港桌上遊戲學會（2012年後網站沒有繼續更新）

香港桌遊專業協會
- 香港桌上遊戲設計協會（前稱「香港桌上遊戲設計師協會」）（2012年後網站沒有繼續更新）

### 澳門
- 澳門青年桌遊教育學會 （页面存档备份，存于）